# Colin Dunne
Pour les articles homonymes, voir Dunne.
Colin Dunne est un danseur de danse irlandaise né à Birmingham en Angleterre en 1968.

## Biographie
Dunne commence à danser au Marion Turley Academy of Irish Dance à Coventry. En 1978, à l'âge de neuf ans, il gagne le championnat mondial de danse irlandaise, le All-Ireland et le All-England. Il gagnera neuf titres mondiaux, onze de Grande-Bretagne, neuf All-Ireland et huit All-England.
Il commence une carrière d'enseignement pendant qu'il étudiait l'économie à l'université de Warwick ; il travaille chez la société Andersen pendant trois ans, y apprenant à devenir expert-comptable. Il enseigne ensuite la danse pendant cinq ans avec Turley dans l'école où il l'a appris, puis en Irlande, aux États-Unis, en Nouvelle-Zélande et en Australie. En 1995 il publie une vidéo d'apprentissage de danse irlandaise, Celtic Feet, qui sort en Europe et reste au top 20 des ventes vidéo du Royaume-Uni pour dix semaines. Elle sera aussi vendue aux États-Unis à partir de 1997.
Le même jour où il devient expert-comptable, en septembre 1993, il quitte son travail. Ayant déjà dansé au Royaume-Uni avec les Chieftains, on lui demanda de retravailler avec eux dans un tour du Canada qui sera long d'un mois. En 1995 il rencontre le violoniste Frankie Gavin, qui l'invite à New York en mars pour danser aux festivités de la fête de la Saint-Patrick au Marriott Marquis de Broadway.
Dunne est introduit à Riverdance par le danseur de claquettes Tariq Winston, avec qui il créa une danse appelée Trading Taps pour le spectacle. Ils se sont rencontrés à la fête de St Patrick grâce à Gavin. La danse devait être incluse au premier spectacle, à Londres, mais Michael Flatley part en raison de problèmes de contrôle artistique ; Dunne est choisi pour le remplacer dans l'un des rôles principaux. Ceci le réunit avec Jean Butler, avec qui il avait déjà dansé au Mayo 5000 et lors de plusieurs spectacles des Chieftains.
En juin 1998 Dunne quitte Riverdance pour établir sa propre compagnie de danse et production, travaillant avec Butler. L'année suivante ils coproduisent, chorégraphent et sont les stars de leur première production, Dancing on Dangerous Ground (basé sur le mythe irlandais de Diarmuid et Gráinne). Le spectacle voit sa première au Theatre Royal de Londres en décembre 1999 avant de jouer devant une salle complète au Radio City Music Hall de New York en mars 2000.
Dunne crée la MA en danse au Irish World Music Centre de l'université de Limerick en 1999. Deux ans plus tard, il accepte la position de danseur-résident à l'université, où il finit aussi une maîtrise en danse contemporaine. Il commence à se concentrer sur du travail en solo, se basant sur la tradition irlandaise mais sur les principes de la danse contemporaine. Beaucoup du fruit de ce travail est vu pour la première fois en 2002 à Edmonton au Canada, en tant qu'invité du Citie Ballet, ainsi qu'au Vail International Dance Festival à Vail au Colorado. Il chorégraphe aussi HeadFoot pour le Daghdha Dance Company, partie de 10 000 Steps de Yoshiko Chuma, qui cloy la Dublin International Dance Festival en mai 2002. Il collabore avec Chuma depuis janvier 2003 et joue dans sa production Yellow Flower, qui se verra en Irlande en janvier et février 2003.
Il continue depuis à voyager et danser dans beaucoup de pays du monde, enseignant la danse irlandaise.